# Cyclommatus
Cyclommatus es un género de coleóptero de la familia Lucanidae. La mayoría de especies de este género se encuentran en el sudeste asiático, aunque algunas también se sitúan en China y Taiwán. El género Cyclommatus está formado por tres subgéneros: Cyclommatus (Parry, 1863), Cyclommatinus (Didier, 1927) y Cyclommatellus (Nagel, 1936). Estos subgéneros contienen 80, 24 y 3 especies respectivamente.
La característica más importante por la que este género es distinguido son las enormes mandíbulas que poseen, que pueden llegar a medir tanto como el resto del cuerpo en algunos casos. Otra característica importante es su exoesqueleto de color metálico lustroso, que puede ser rojo, marrón, verde, lila, dorado y raramente azul oscuro. Por esto, los escarabajos del género Cyclommatus pueden ser vendidos por altos precios a coleccionistas.
La especie más grande del género Cyclommatus es Cyclommatus elaphus. El ejemplar silvestre más grande encontrado medía 109,0 mm desde la punta de las mandíbulas hasta el final del élitro.

## Taxonomía
El primer escarabajo del género Cyclommatus fue descrito por Jean Baptiste Boisduval en 1835, quien originalmente le dio el nombre Lucanus metallifer. En 1863, el entomólogo Frederic Parry sugirió por primera vez el nombre Cyclommatus para el nuevo género de la familia Lucanidae, nombre que el género conserva desde entonces.

### Evolución
La familia Lucanidae es un grupo monofilético que evolucionó desde un único ancestro o grupo de ancestros.

### Distribución
El género Cyclommatus se puede encontrar en diversas partes del mundo, como Afganistán, Bután, China, Islandia, India, Indonesia, Japón, Laos, Malasia, Myanmar, Nepal, Papúa Nueva Guinea, Filipinas, Sierra Leona, Singapur, Islas Salomón, Taiwán, Tailandia y Vietnam.

## Descripción

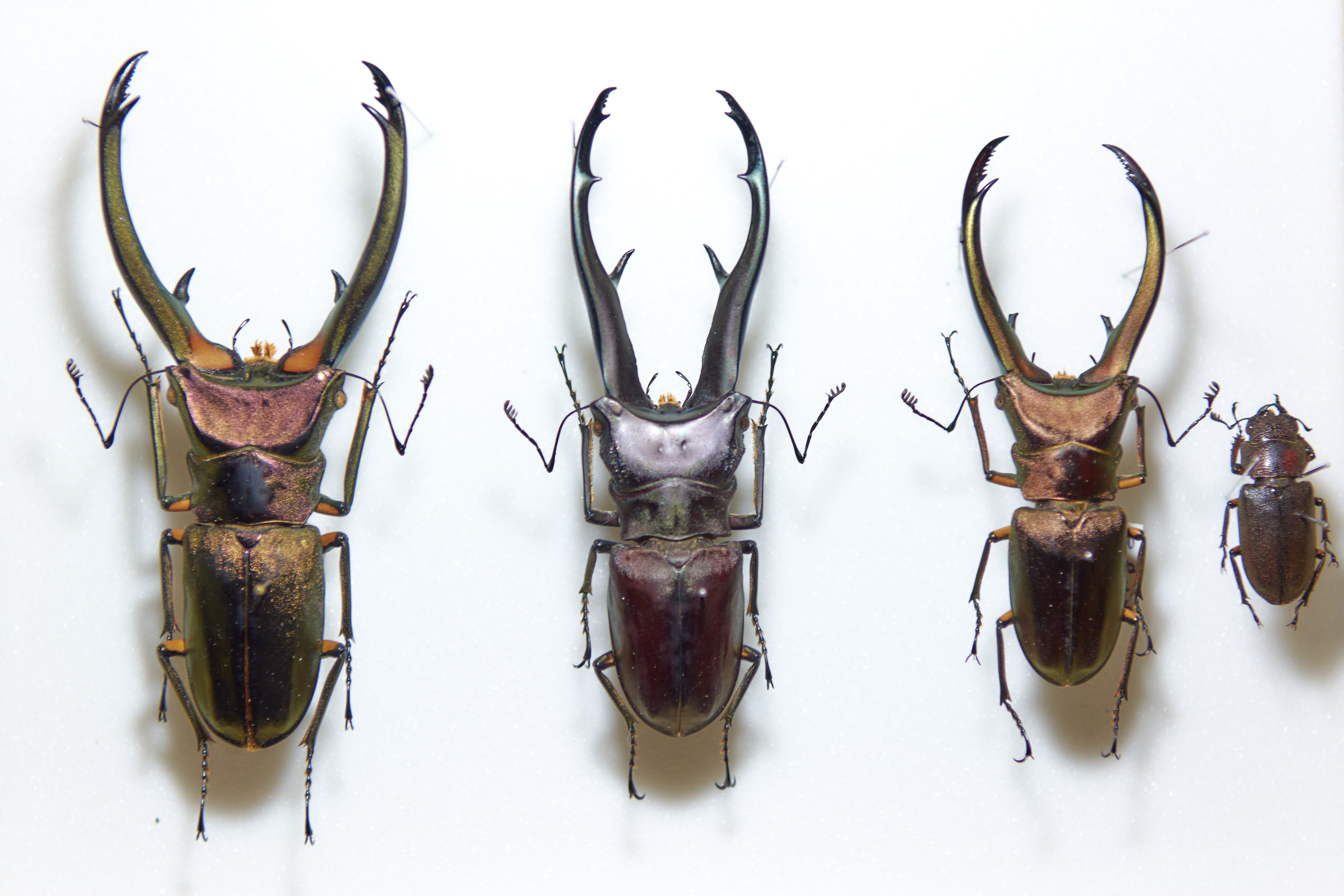
De izquierda a derecha: Cyclommatus elaphus macho, Cyclommatus imperator macho, Cyclommatus elaphus truncatus macho y Cyclommatus elaphus truncatus hembra.

Los escarabajos macho del género Cyclommatus son generalmente más grandes que las hembras de la misma especie, y poseen exoesqueletos más brillantes y lustrosos que las hembras. Algunas especies de este género son polimórficas en cuanto al color y exhiben una amplia variedad de colores en una misma especie, que pueden variar entre rojo, marrón, verde, lila, dorado y raramente azul oscuro.
Los machos de mayor tamaño respecto a su especie exhiben mandíbulas alargadas. Usan estas mandíbulas alargadas para rascar las superficies de la corteza, lo que permite al escarabajo alimentarse de la savia del árbol. También las utilizan para luchar con otros machos por las hembras. Los machos con las mandíbulas más grandes tienen más probabilidades de ganar estas luchas, que habitualmente consisten en hacer que el rival caiga de una rama o una hoja.
Debido a sus pequeñas mandíbulas y su necesidad de masticar madera en descomposición para poner los huevos, se creía que las hembras podían morder más fuerte que los machos. Sin embargo, se ha demostrado que esto no es verdad. Por ejemplo, el Cyclommatus metallifer macho puede llegar a morder 3 veces más fuerte que la hembra de su misma especie.

## Ciclo vital
El ciclo vital de los escarabajos de género Cyclommatus comparte muchas características con los de otros escarabajos ciervo: empieza con un huevo, al que suceden tres estadios larvales, la pupación y la eclosión.
Tras emparejarse, las hembras usan sus pequeñas mandíbulas, mejor adaptadas a cortar madera que las de los machos, para crear túneles dentro de troncos en descomposición, donde ponen los huevos. Después de la eclosión del huevo, la larva del escarabajo pasa por tres estadios larvales. La transición entre los estadios requiere que la larva mude, pues en cada estadio tiene una cabeza de quitina más grande. En los miembros del género Cyclommatus, el estadio larval puede durar desde unos meses hasta entre un año y medio y dos años en individuos grandes. Durante este tiempo, la larva se alimenta de troncos en descomposición.
Cuando la larva ha recibido la nutrición adecuada, crea una cámara pupal, donde permanece en un estado prepupal con una movilidad limitada, creando su pupa por debajo de su piel de larva. Cuando ha acabado su pupa, la larva muda de piel y llena la pupa con hemolinfa. Cuando la pupa acaba de llenarse, la pupa, que era blanca y blanda, se endurece y se oscurece hacia un color marrón gradualmente.
A medida que el escarabajo dentro de la pupa madura, se hace más prominente. Por ejemplo, los ojos del escarabajo pueden verse a través de las paredes de la pupa. Cuando esto ocurre, el escarabajo saldrá de la pupa unos días después.
Como adultos, los escarabajos del género Cyclommatus se alimentan de la savia de los árboles. Habitualmente, no viven más de un año.

## Especies y subespecies
Las especies y subespecies de este género son:
- Cyclommatus bucephalus
- Cyclommatus taurus
- Cyclommatus titanus
- Cyclommatus asahinai
- Cyclommatus bicolor
- Cyclommatus mniszechi
  - Cyclommatus mniszechi mniszechi
  - Cyclommatus mniszechi tonkinensis
- Cyclommatus multidentatus
- Cyclommatus pahangensis
  - Cyclommatus pahangensis chiangmaiensis
  - Cyclommatus pahangensis pahangensis
- Cyclommatus scutellaris
  - Cyclommatus scutellaris elsae
  - Cyclommatus scutellaris scutellaris
- Cyclommatus strigiceps
  - Cyclommatus strigiceps albersi
  - Cyclommatus strigiceps assamensis
  - Cyclommatus strigiceps laoticus
  - Cyclommatus strigiceps saltini
  - Cyclommatus strigiceps strigiceps
  - Cyclommatus strigiceps vitalisi
- Cyclommatus alagari
- Cyclommatus anepsius
- Cyclommatus bomans
- Cyclommatus canaliculatus
  - Cyclommatus canaliculatus canaliculatus
  - Cyclommatus canaliculatus consanguineus
  - Cyclommatus canaliculatus freygessneri
  - Cyclommatus canaliculatus infans
- Cyclommatus chewi
- Cyclommatus cupreonitens
- Cyclommatus dehaani
- Cyclommatus elaphus
  - Cyclommatus elaphus elaphus
  - Cyclommatus elaphus kirchneri
- Cyclommatus ethmarionotus
- Cyclommatus eximius
- Cyclommatus faunicolor
- Cyclommatus finschi
- Cyclommatus gestroi
- Cyclommatus giraffa
- Cyclommatus hagedorni
- Cyclommatus imperator
  - Cyclommatus imperator imperator
- Cyclommatus incognitus
- Cyclommatus insignis
- Cyclommatus kaupii
- Cyclommatus lunifer
- Cyclommatus maitlandi
- Cyclommatus margaritae
- Cyclommatus martinii
- Cyclommatus metallifer
  - Cyclommatus metallifer aeneomicans
  - Cyclommatus metallifer finae
  - Cyclommatus metallifer isogaii
  - Cyclommatus metallifer metallifer
  - Cyclommatus metallifer otanii
  - Cyclommatus metallifer sangirensis
- Cyclommatus misimaensis
- Cyclommatus modigliani
- Cyclommatus monguilloni
- Cyclommatus montanellus
- Cyclommatus pasteuri
- Cyclommatus pulchellus
- Cyclommatus rangifer
  - Cyclommatus rangifer rangifer
  - Cyclommatus rangifer stenosomus
- Cyclommatus ribbei
- Cyclommatus simalurensis
- Cyclommatus speciosus
  - Cyclommatus speciosus speciosus
- Cyclommatus spineus
- Cyclommatus splendidus
- Cyclommatus squamosus
- Cyclommatus subtilis
- Cyclommatus sumptuosus
- Cyclommatus suzumurai
- Cyclommatus tittonii
- Cyclommatus trifurcatus
- Cyclommatus websteri
- Cyclommatus weinreichi
- Cyclommatus zuberi